# Долно Папратско
Долно Пàпратско, още Папърско (на гръцки: Κάτω Πτεριά, Като Птерия, среща се и формата Κάτω Φτεριά, Като Фтерия, до 1926 година Κάτω Παπράτσκον, Като Папрацкон, на албански: Prapacka e Poshtëme) е село в Егейска Македония, Република Гърция, в дем Костур, област Западна Македония.

## География
Селото е разположено на 21 километра западно от демовия център Костур, до самата гръцко-албанската граница в северното подножие на Алевица. На северозапад Папратско граничи с Шак (Комнинадес), на югозапад с Тръстика (Акондио), на юг с Гръче (Птелея), на изток с Ошени (Ини). Преди 1923 година махалите на Папратско са Горно Папратско, южната махала, разположена на хълм, населена с албанци мюсюлмани, Долно Папратско, северната махала в равнината, населена с българи заселници, които освен български говорят и албански и Средната махала (на албански Mehalla e Mesi), разположена на хълм между българската и албанската.

## История

### В Османската империя
В края на XIX век Долно Папратско е българо село в Хрупишка нахия на Костурска каза на Османската империя. Според статистиката на Васил Кънчов („Македония. Етнография и статистика“) в 1900 Долно Папратско има 105 жители българи християни.
На Етнографската карта на Битолския вилает на Картографския институт в София от 1901 година Долно Папраско е чисто българско село в Костурската каза на Корчанския санджак с 11 къщи.
В началото на XX век жителите на Долно Папратско са под върховенството на Цариградската патриаршия. По данни на секретаря на Българската екзархия Димитър Мишев („La Macédoine et sa Population Chrétienne“) в 1905 година в селото има 88 българи патриаршисти гъркомани.
Гръцка статистика от 1905 година представя селото като гръцко – със 75 жители. Според Георги Константинов Бистрицки Долно Папратско преди Балканската война има 15 български къщи.
На етническата карта на Костурското братство в София от 1940 година, към 1912 година Долно Папратско е обозначено като българо-турско селище.
Селото праща башибозук, който опожарява и разграбва съседните български села по времето на Илинденското въстание.

### В Гърция
През войната селото е окупирано от гръцки части и остава в Гърция след Междусъюзническата война. Боривое Милоевич пише в 1921 година („Южна Македония“), че Долно Папратско има 12 къщи славяни християни. В 1926 година името на селото е преведено на гръцки като Като Птерия (в превод Долно Папратско).
По време на Гръцката гражданска война цялото население на селото бяга в Албания и оттам се изселва в социалистическите страни. Възстановено е отново през 70-те години.
| Име           | Име       | Ново име   | Ново име   | Описание                             |
| ------------- | --------- | ---------- | ---------- | ------------------------------------ |
| Четирска река | Κόρε Ρέκα | Ано Рема   | Άνω Ρέμα   | река, минаваща Ю от Папратско        |
| Вишомо        | Βίσομο    | Лептокария | Λεπτοκαριά | местност във Флацата, С от Папратско |

| Година    | 1913 | 1920 | 1928 | 1940 | 1951 | 1961 | 1971 | 1981 | 1991 | 2001 | 2011 | 2021 |
| --------- | ---- | ---- | ---- | ---- | ---- | ---- | ---- | ---- | ---- | ---- | ---- | ---- |
| Население | 442  | 103  | 113  | 191  | 0    | 0    | 36   | 28   | 36   | 42   | 24   | 18   |